# 堀の内 (八千代市)
堀の内（ほりのうち）は、千葉県八千代市北東部にある大字。郵便番号276-0012。

## 地理
北は印西市松崎、北東は印西市吉田、東は印西市吉田干拓、南東は保品、南は神野、南西は平戸、西は佐山、北西は印西市船尾に隣接している。
東部から南部を印旛放水路（新川）、西部を神崎川、北部を中央配水路により他地域から隔てられた三角地帯である。印旛沼干拓により昭和期に印旛放水路が完成するまでは一帯が印旛沼であり、現在は水田のみが広がっている。
1989年（平成元年）には当地域を八千代ふれあいの農業の郷構想の最初期計画地として基本構想が策定された（計画面積28.7ha）。その後1991年（平成3年）に新川ふるさとの川づくりプランの策定や神崎川河川改修事業を考慮した修正案が出された。だがこの地域は農業用地として長年耕作が続けられていて、水田の大区画化・集積化を図り1994年（平成6年）に堀の内を含む平戸干拓地区（印西市・印旛村・八千代市）の水田再基盤整備事業の動きが起こった。その事業は進展する一方、農業の郷構想用の非農用地として捻出可能な面積はごく僅かであり当地域への用地確保は困難と判断された。なおその後構想は1993年（平成5年）3月に、米本地区を計画地として出されている。
2012年には経営体育成基盤整備事業による行政界変更に伴い、中央配水路及び沿道の南側にあった印西市船尾地区の一部が当地域に編入された。

## 小・中学校の学区
市立小・中学校に通う場合、学区は以下の通りとなる。
| 地域 | 小学校               | 中学校               |
| ---- | -------------------- | -------------------- |
| 全域 | 八千代市立阿蘇小学校 | 八千代市立阿蘇中学校 |

## 交通
- 東端を千葉県道263号八千代宗像線が、中央部を千葉県道・茨城県道4号千葉竜ヶ崎線が縦貫する。
- バス路線は、当地域付近にあるちばレインボーバス神崎線の神崎橋停留所（佐山）、東洋バス岩戸線の阿宗橋停留所（保品）が最寄りだが、地域内にバスは通らない。

## 参考資料
- 八千代市議会会議録　平成13年9月定例会第3回（9月12日）
- 八千代市議会会議録　平成24年3月産業都市常任委員会（3月15日）